# Cricetomys gambianus
O Cricetomys gambianus, commumente conhecido como rato-gigante-africano, é uma espécie de roedor da família Nesomyidae.
Pode ser encontrada na Mauritânia, Mali, Senegal, Gâmbia, Guiné-Bissau, Guiné, Costa do Marfim, Burkina Faso, Níger, Benin, Togo, Gana, Nigéria, Congo, Gabão, República Centro-africana, Chade, República Democrática do Congo, Burundi, Ruanda, Uganda, Sudão, Quênia, Tanzânia, Zâmbia, Maláui, Moçambique, Zimbábue, Botsuana, Angola e África do Sul. Segundo a IUCN (2008) inclui o C. ansorgei. 
Na Guiné-Bissau, é chamado joaquim-doido.

## Tuberculose
Desde 2008, que uma equipe de cientistas treina na Tanzânia 77 ratos gigantes para detectar a tuberculose. A primeira experiência que foi desenvolvida mostrou que em 910 amostras de 456 pacientes, dez ratos encontraram 67 por cento de pessoas com tuberculose e 48 por cento foram encontrados pelos microscópios dos laboratórios.

## Minas e armadilhas
O Camboja emprega esta espécie, importada da Tanzânia, na detecção de minas terrestres, reminiscentes dos conflitos bélicos internos que grassaram dentro do país de 1975 a 1998.